# Samuel Rak-Sakyi
Samuel Rak-Sakyi (Londres, Inglaterra, 27 de marzo de 2005) es un futbolista británico que juega de centrocampista en el Chelsea F. C. de la Premier League.

## Trayectoria
Nacido en Londres, ingresó en el Chelsea F. C. a los ocho años. También había jugado como centrocampista defensivo.
Firma su beca con el Chelsea en julio de 2021. Ganó la Copa de la Premier League sub-18 con el Chelsea en la temporada 2021-22.
Durante la temporada 2023-24, fue un jugador clave para el Chelsea sub-23, pero sufrió una lesión que puso fin a la temporada en febrero.
Como su contrato juvenil expiraba en junio de 2024, el Chelsea había prolongado las conversaciones para renovar su contrato. El 21 de agosto de 2024, Rak-Sakyi firmó un contrato de dos años con el Chelsea. En noviembre de 2024 fue incluido por primera vez en la convocatoria del primer equipo en el partido de la Liga Conferencia de la UEFA contra el Panathinaikos F. C.
El 7 de noviembre de 2024 debutó con el primer equipo  del Chelsea en una victoria por 8-0 contra el F. C. Noah en la Liga Conferencia de la UEFA, siendo sustituido en el minuto 79 por Christopher Nkunku.

## Selección nacional
Ha representado a Inglaterra en las categorías sub-17 y sub-18. También puede representar a Ghana a través de sus padres.

## Vida personal
Su hermano mayor, Jesurun, juega de extremo en el Crystal Palace F. C., habiendo comenzado su carrera juvenil en la academia del Chelsea.

## Estadísticas

### Clubes
Actualizado al último partido disputado el 28 de noviembre de 2024.
| Club                     | Div.          | Temporada     | Liga  | Liga  | Liga   | Copas nacionales | Copas nacionales | Copas nacionales | Copas internacionales | Copas internacionales | Copas internacionales | Total | Total | Total  |
| Club                     | Div.          | Temporada     | Part. | Goles | Asist. | Part.            | Goles            | Asist.           | Part.                 | Goles                 | Asist.                | Part. | Goles | Asist. |
| ------------------------ | ------------- | ------------- | ----- | ----- | ------ | ---------------- | ---------------- | ---------------- | --------------------- | --------------------- | --------------------- | ----- | ----- | ------ |
| Chelsea F. C. Inglaterra | 1.ª           | 2024-25       | 0     | 0     | 0      | 0                | 0                | 0                | 2                     | 0                     | 0                     | 2     | 0     | 0      |
| Chelsea F. C. Inglaterra | Total club    | Total club    | 0     | 0     | 0      | 0                | 0                | 0                | 0                     | 0                     | 0                     | 2     | 0     | 0      |
| Total carrera            | Total carrera | Total carrera | 0     | 0     | 0      | 0                | 0                | 0                | 2                     | 0                     | 0                     | 2     | 0     | 0      |